# Vilgertshofen

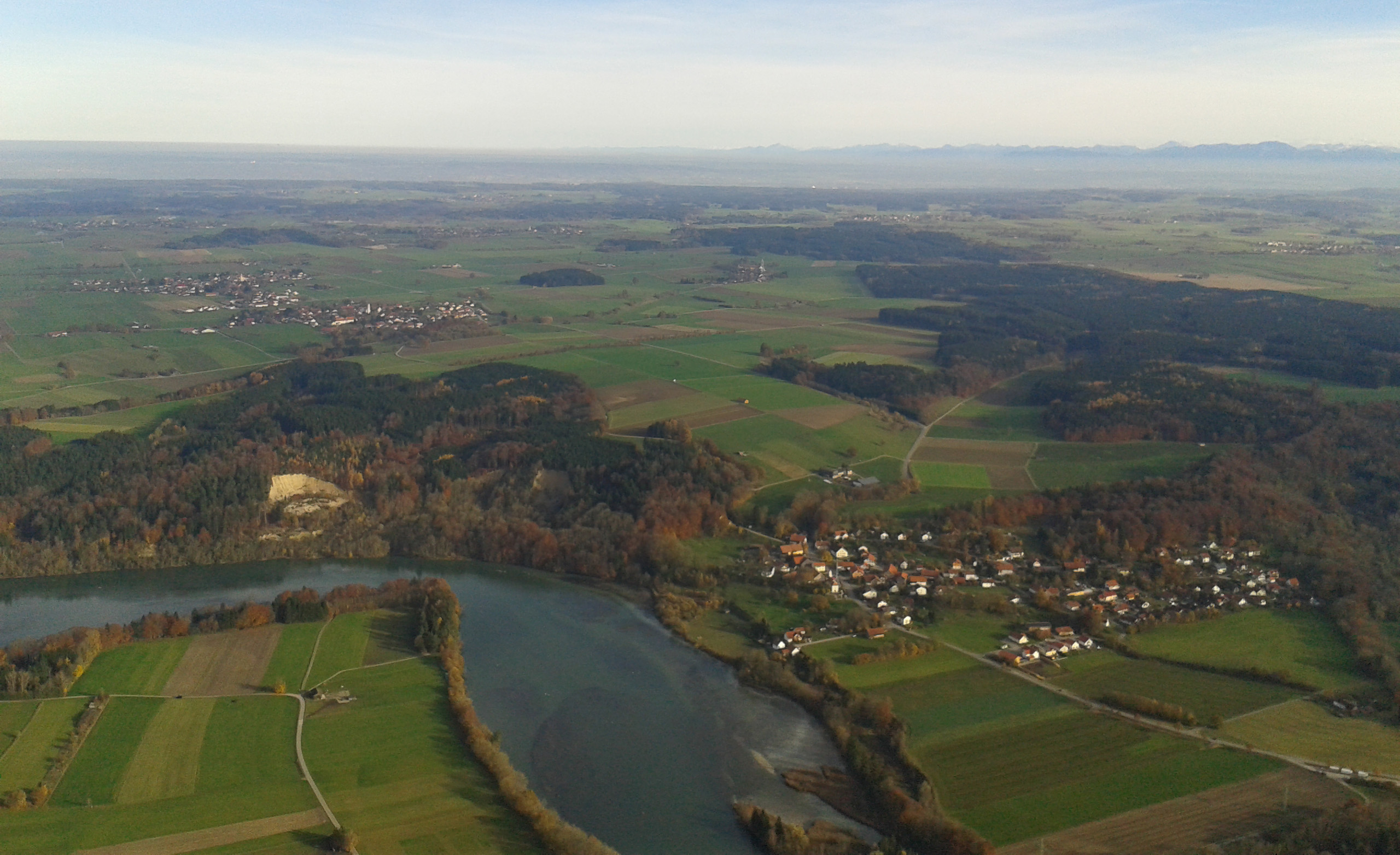
Das Gemeindegebiet von Westen. Im Vordergrund Mundraching und der Lech, links darüber Stadl und Pflugdorf, rechts davon Vilgertshofen und dahinter Issing.

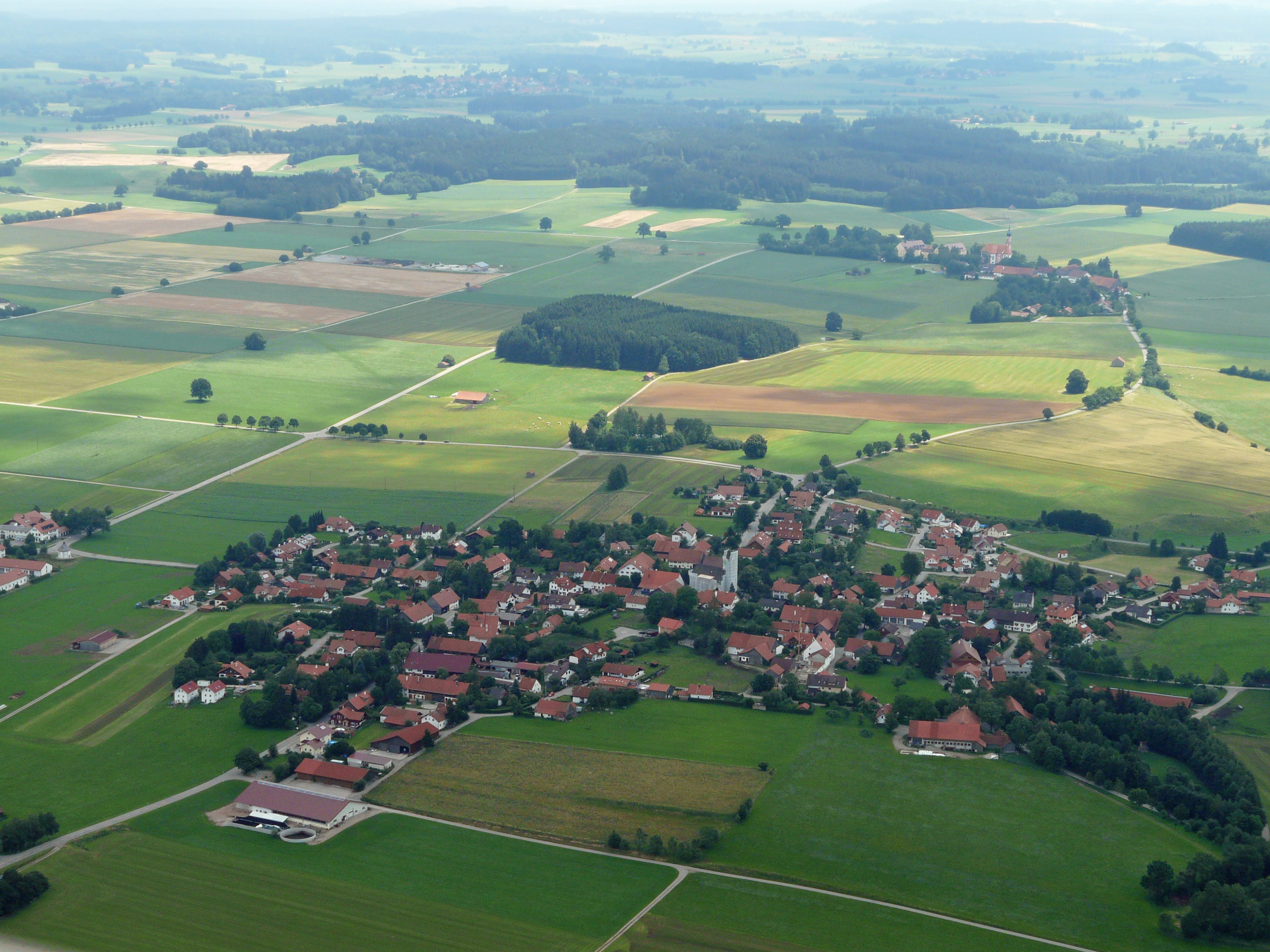
Stadl von Norden, im oberen Bildteil die Wallfahrtskirche Vilgertshofen

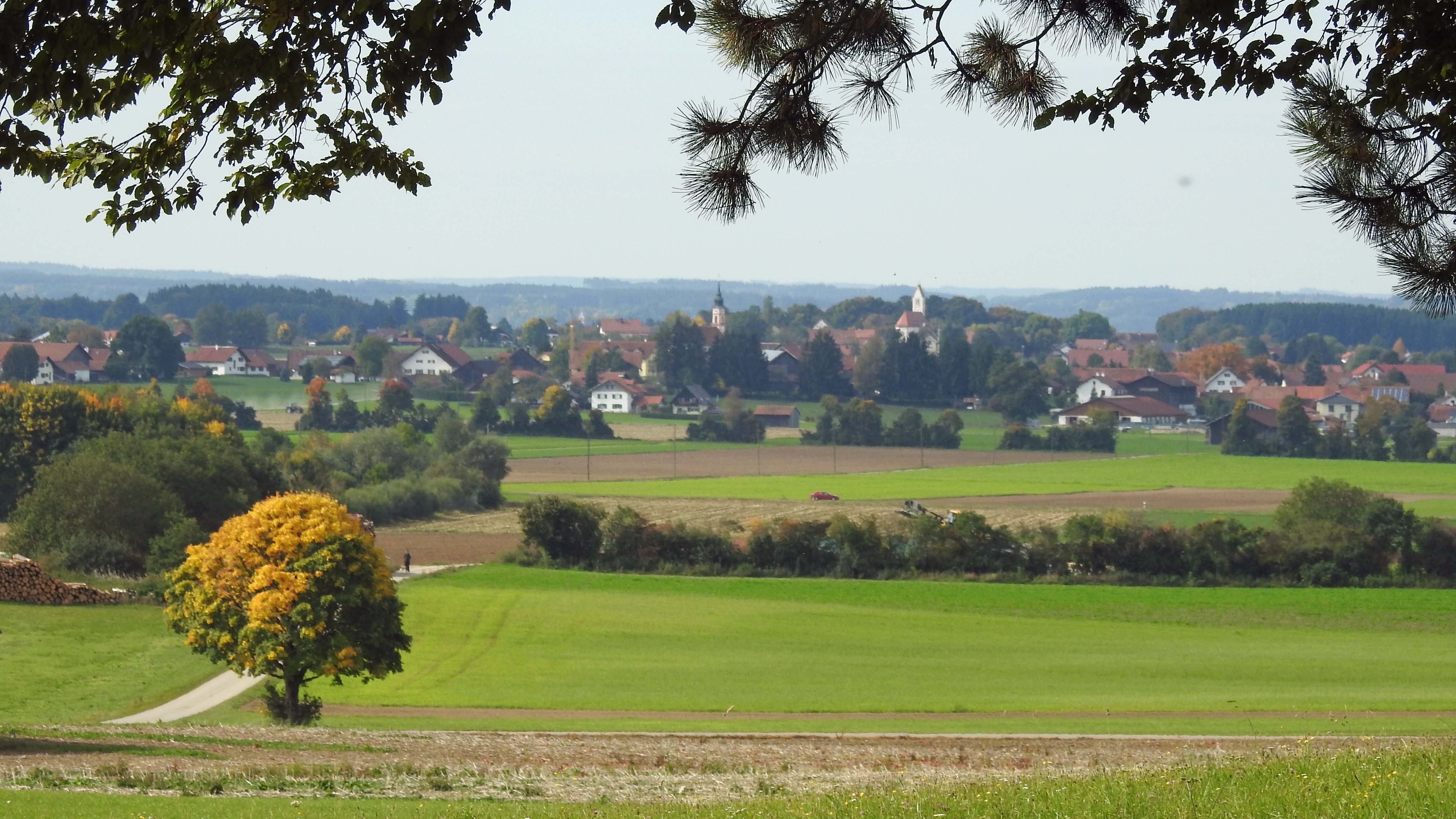
Pflugdorf und Stadl von Osten

Vilgertshofen ist eine Gemeinde im oberbayerischen Landkreis Landsberg am Lech. Der Sitz der Gemeindeverwaltung befindet sich im Gemeindeteil Pflugdorf. Die Gemeinde ist Mitglied der Verwaltungsgemeinschaft Reichling. Im Ort Vilgertshofen steht die Wallfahrtskirche Zur Schmerzhaften Muttergottes.

## Geografie
Die Gemeinde liegt im Gebiet des so genannten Lechrain zwischen Landsberg am Lech, Schongau und Weilheim, unmittelbar am östlichen Hochufer des Lechs.
Es gibt fünf Gemeindeteile (in Klammern ist der Siedlungstyp angegeben):
- Issing (Pfarrdorf)
- Mundraching (Kirchdorf)
- Pflugdorf (Kirchdorf)
- Stadl (Pfarrdorf)
- Vilgertshofen (Weiler mit Kirche)

Das Zentrum der Gemeinde bilden die fast direkt aneinandergrenzenden Orte Pflugdorf und Stadl. Zwei Kilometer südlich liegt der Vilgertshofen, etwas weiter südöstlich Issing (mit dem 737 m ü. NHN hohen Kellerberg). Im Lechtal selbst, ganz im Westen der Gemeinde, befindet sich der Gemeindeteil Mundraching.
Zum Gemeindegebiet gehören die Mundrachinger Lechschleife, Kieshalden des Lechsteilufers, eiszeitliche Moränen, Rinnen und Schotterflächen sowie einige Hochmoore bei Issing.
Der niedrigste Punkt der Gemeinde befindet sich auf 613 m ü. NHN am Lech, der Höchste mit 753 m ü. NHN südlich von Ziegelstadel.

## Geschichte
Hügelgräber aus der Hallstattzeit deuten auf vorkeltische Besiedlung im Gemeindegebiet. Die heutigen Ortschaften gehen auf die bajuwarisch-alemannische Landnahme (-Ing-Endungen: Issing, Mundraching) im 6. Jahrhundert und die darauf folgende erste Ausbauphase (Pflugdorf, Stadl, Vilgertshofen) zurück.
Zunächst im Herrschaftsbereich der Welfen und der Grafen von Dießen-Andechs gelegen, gehören die Dörfer seit dem 13. Jahrhundert zum wittelsbachisch-baierischen Landgericht Landsberg. Stadl und Mundraching zählen später zum Gebiet des Pfleggericht Rauhenlechsberg und damit zeitweise zu den Landgerichten Schongau oder Weilheim.
Im Mittelalter erwerben benachbarte Klöster Grundherrschaften in den Dörfern: In Issing, Mundraching und Vilgertshofen wird vor allem das Kloster Wessobrunn begütert, in Stadl Andechs und Benediktbeuern und in Pflugdorf Andechs und Dießen. Der Weiler Vilgertshofen wird sogar Teil der Klosterhofmark Wessobrunn; das Kloster übte hier also die niedere Gerichtsbarkeit aus. Die Klosterherrschaften werden erst im Zuge der bayerischen Säkularisation im Jahre 1803 aufgehoben.
Den Klöstern sind die Kirchenbauten in der Gemeinde zu verdanken, allen voran die von Wessobrunn errichtete Wallfahrtskirche „Zur Schmerzhaften Muttergottes“ in Vilgertshofen. Die dortige Wallfahrt geht auf eine Wunderheilung im 17. Jahrhundert zurück. Bekannt ist sie heute vor allem durch die alljährlich stattfindende „Stumme Prozession“ am Sonntag nach Mariae Himmelfahrt (15. August).
In allen Dörfern war die Landwirtschaft die vorherrschende Einkommensquelle. Mundraching und Stadl beteiligten sich aber auch an der bis ins 20. Jahrhundert intensiv betriebenen Lechflößerei.
In den Jahren 1906 und 1907 unternahm der Erfinder und Flugpionier Alois Wolfmüller, ein Kollege des bekannteren Otto Lilienthal, bei Stadl mehrere Flugversuche mit einem selbstgebauten Flugapparat.

### Eingemeindungen
Im Zuge der bayerischen Gemeindegebietsreform schlossen sich am 1. Januar 1970 zunächst Pflugdorf und Stadl zu einer neuen Gemeinde Pflugdorf-Stadl zusammen. Am 1. Januar 1972 wurden Issing und Mundraching eingegliedert. Am 27. April 1973 wurde als Gemeindename der Name des kleinen, aber durch seine Wallfahrt weithin bekannten Weilers Vilgertshofen gewählt.

### Einwohnerentwicklung
Zwischen 1988 und 2018 wuchs die Gemeinde von 1765 auf 2676 um 911 Einwohner bzw. um 51,6 %.
| Jahr          | 1840 | 1871 | 1900 | 1925 | 1939 | 1950 | 1961 | 1970 | 1987 | 1991 | 1995 | 2000 | 2002 | 2003 | 2004 |
| Einwohnerzahl | 1172 | 1293 | 1376 | 1349 | 1260 | 1841 | 1537 | 1555 | 1741 | 1851 | 2122 | 2315 | 2424 | 2434 | 2450 |

| Jahr          | 2005 | 2006 | 2007 | 2008 | 2009 | 2010 | 2011 | 2012 | 2013 | 2014 | 2015 | 2016 | 2019 |
| Einwohnerzahl | 2475 | 2471 | 2489 | 2489 | 2527 | 2524 | 2500 | 2491 | 2518 | 2567 | 2600 | 2648 | 2721 |

## Politik

### Gemeinderat
Die 14 Sitze des Gemeinderats werden seit der Kommunalwahl 2020 von vier Vertretern des Ortsteils Issing, drei von Stadl, drei von Pflugdorf, zwei von Mundraching und zwei Vertretern von Bündnis 90/Die Grünen besetzt.

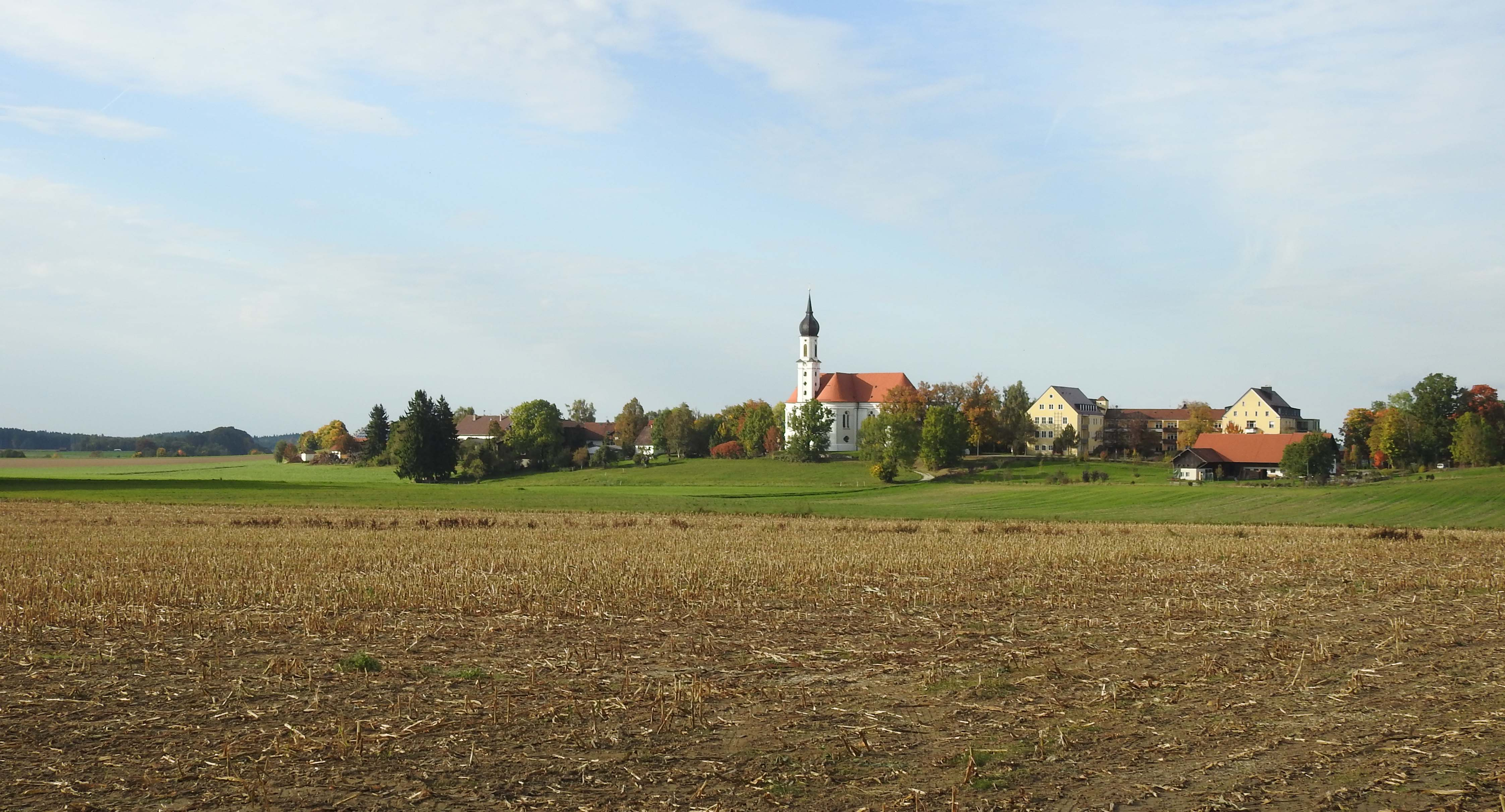
Vilgertshofen von Süden

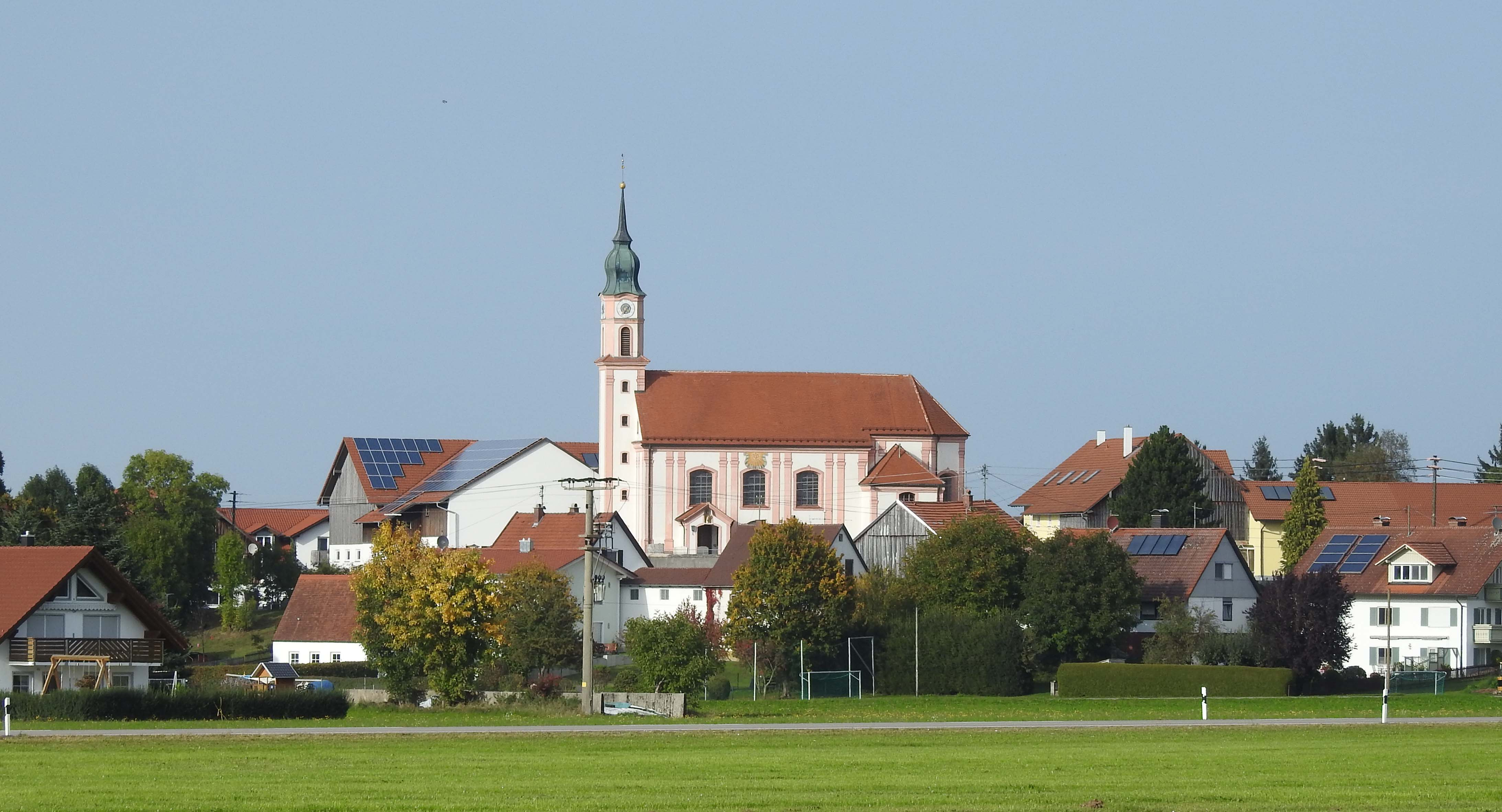
Pflugdorf von Süden

### Bürgermeister
Erster Bürgermeister ist seit 1. Mai 2014 Albert Thurner aus dem Weiler Vilgertshofen. Er wurde 2020 als gemeinsamer Kandidat der unabhängigen Ortsteillisten Issing, Mundraching, Pflugdorf und Stadl mit 94,4 % im Amt bestätigt. Als Zweiter Bürgermeister amtiert Josef Lindauer aus Stadl, Dritter Bürgermeister ist Klaus Pilz aus Issing.
Bürgermeister seit der Bildung der Gemeinde Vilgertshofen:
- 1972–1978 Josef Arnold sen. (Stadl)
- 1978–2002 Josef Berger (Stadl)
- 2002–2014 Konrad Welz (Issing)
- seit 2014 Albert Thurner (Vilgertshofen)

### Dorferneuerung
Seit Oktober 2006 läuft das Dorferneuerungsverfahren für alle fünf Gemeindeteile der Gemeinde Vilgertshofen. Als Leitsatz wurde das Motto „Fünf Orte ziehen an einem Strang“ gewählt. Nach einer Vorbereitungsphase mit intensiven Planungen und starker Bürgerbeteiligung vor Oktober 2006 lief das Verfahren zunächst sehr schleppend an. Inzwischen sind jedoch mehrere Maßnahmen (Ortsmitte Issing, Ortsmitte Pflugdorf, Kinderspielplatz Mundraching, gemeindeweite Grünpflanzungen, Ortsmitte Stadl, Multifunktionsplatz und Vereinestadel Mundraching) abgeschlossen. Seit 2021 läuft der Umbau der Ortsmitte Vilgertshofen.

### Wappen
| | Blasonierung: „In Gold ein linker roter Seitensparren, der ein rotes Tatzenkreuz einschließt; davor übereinander zwei rote Tatzenkreuze.“ |
| Wappenbegründung: Der Seitensparren stammt aus dem Wappen der im 13. und 14. Jahrhundert nachweisbaren ortsadligen Herren von Pflugdorf. Die Kreuze symbolisieren die drei – das Gemeindepanorama prägenden – Kirchen in Pflugdorf, Stadl und Vilgertshofen und zugleich die engen historischen Beziehungen zu den Klöstern Wessobrunn, Andechs und Dießen. Die Gemeindeteile Issing und Mundraching wurden erst nach 1971 (=Verleihung des Wappens) in die Gemeinde Vilgertshofen eingegliedert. | |

Die ehemalige Gemeinde Issing führte ein eigenes Wappen.

## Sehenswürdigkeiten

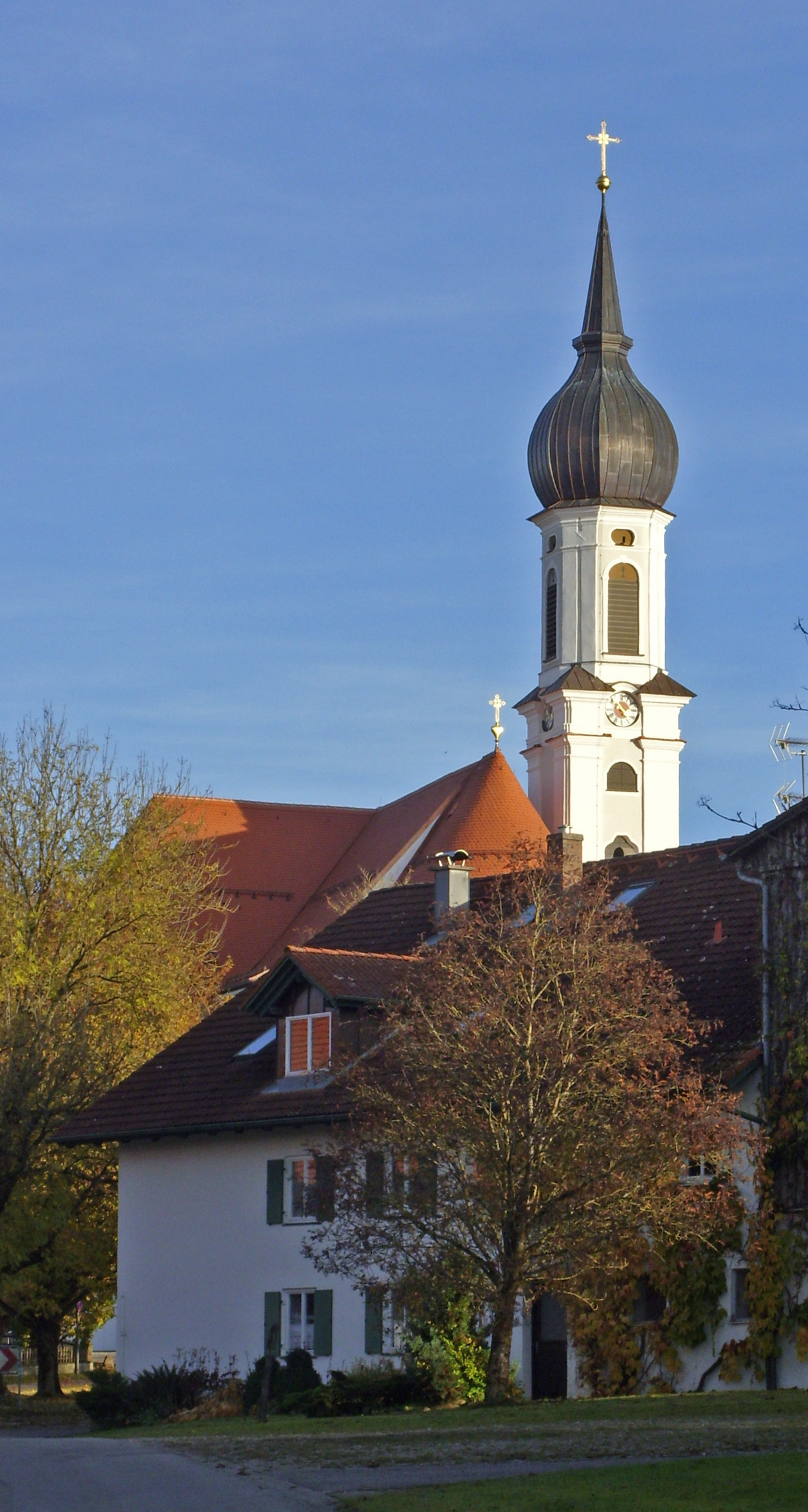
Wallfahrtskirche Mariä Schmerzen in Vilgertshofen

- Die Wallfahrtskirche Zur Schmerzhaften Muttergottes in Vilgertshofen gehört zu den bedeutendsten Kirchenbauten des Lechrains. Von 1688 bis 1692 im Auftrag des Klosters Wessobrunn von Johann Schmuzer erbaut und mit Stuckarbeiten versehen, glänzt sie durch einen hochbarocken Kirchenraum mit einer üppigen, ins Rokoko hineinreichenden Ausstattung. Am Sonntag nach Mariae Himmelfahrt (15. August) findet dort alljährlich das Hochfest der Wallfahrtsbruderschaft statt. Nach dem Festgottesdienst zieht die sogenannte Stumme Prozession durch den Ort, in der Dorfbewohner in alten Gewändern biblische Gestalten von Abraham bis Jesus Christus darstellen. Auf ein Gelübde aus dem 18. Jahrhundert zurückgehend, ist die Stumme Prozession von Vilgertshofen inzwischen das letzte Beispiel eines früher weit verbreiteten religiösen Brauchtums in Bayern.
- Die Pfarrkirche St. Johannes Baptist in Stadl beherbergt eines der schönsten „Heiligen Gräber“ in Bayern, das alljährlich von Gründonnerstag bis Karsamstag aufgebaut wird und den gesamten Chorraum der Kirche ausfüllt.
- Die St.-Leonhard-Kapelle in Stadl wurde 1696 zu Ehren des „Bauernheilige“ Leonhard erbaut.
- Die Filialkirche St. Laurentius in Pflugdorf wurde im 18. Jahrhundert von Baumeistern des Klosters Andechs in prächtigem Rokoko errichtet.
- Die Pfarrkirche St. Margaretha in Issing ist ein sehr einheitlich wirkender Spätbarock-Kirchenbau, der vor allem durch seine reiche und farbenfrohe Ausstattung, u. a. von Johann Baptist Baader, besticht.[9]

## Wirtschaft und Infrastruktur

### Wirtschaft einschließlich Land- und Forstwirtschaft
Im Jahr 2021 gab es nach der amtlichen Statistik 302 sozialversicherungspflichtig Beschäftigte am Arbeitsort und 1092 am Wohnort. Im verarbeitenden Gewerbe gab es keine, im Bauhauptgewerbe acht und in der Landwirtschaft 35 Betriebe mit einer landwirtschaftlich genutzten Fläche von 1361 Hektar (davon 708 Hektar Dauergrünfläche).

### Bildung
Die Gemeinde Vilgertshofen unterhält gemeinsam mit der Gemeinde Thaining – eine Grundschule in Issing. Die beiden Kindertagesstätten in Issing (drei Gruppen) und Stadl (vier Gruppen) stehen in der Trägerschaft des Bayerischen Roten Kreuzes, Kreisverband Landsberg am Lech.

## Persönlichkeiten
- Abt Meinrad Moosmüller, geboren in Issing, von 1759 bis 1767 Abt des Klosters Andechs.
- Christoph Selhamer (ca. 1640–1708), Jesuit und Barockprediger, Dompfarrvikar in Salzburg, von 1686 bis 1708 Wallfahrtspriester und Prediger in Vilgertshofen[11]
- Johann Baptist Baader (volkstümlich „Lechhansl“, 1717–1780), geboren in Lechmühlen bei Mundraching, Kirchenmaler des Rokoko mit Kontakt zur Wessobrunner Schule (Hauptwerk: Klosterbibliothek Polling bei Weilheim). Werke Baaders finden sich u. a. in der Wallfahrtskirche Vilgertshofen, den Kirchen von Issing, Pflugdorf und Stadl (Heiliges Grab) und in der ehemaligen Gastwirtschaft von Vilgertshofen.
- Alois Wolfmüller (1864–1948), Erfinder, Ingenieur und Flugtechniker. Er unternahm 1906/07 Flugversuche bei Stadl
- Sebastian Fichtner (1894–1950), Offizier, zuletzt Generalleutnant im Zweiten Weltkrieg
- Rolf Illig (1925–2005), Schauspieler und Sprecher literarischer Radioproduktionen, Wohnsitz in Issing
- Julian Nagelsmann (* 1987), aufgewachsen in Issing, erste Fußballerfahrung beim FC Issing, ehem. Bundesligatrainer und seit 2023 Trainer der deutschen Fußballnationalmannschaft
- Marcel Schrötter (* 1993), Motorradrennfahrer, 2009 Europameister in der 125-cm³-Klasse
- Malik Harris (* 1997), Popsänger, Rapper und Songwriter, aufgewachsen in Issing, deutscher Vertreter beim Eurovision Song Contest 2022 in Turin.